# Dryopteris rubrobrunnea
Dryopteris rubrobrunnea är en träjonväxtart som beskrevs av W. M. Chu. Dryopteris rubrobrunnea ingår i släktet Dryopteris och familjen Dryopteridaceae. Inga underarter finns listade.